# Nasonovia borealis
Nasonovia borealis är en insektsart som beskrevs av Heie 1979. Nasonovia borealis ingår i släktet Nasonovia och familjen långrörsbladlöss. Inga underarter finns listade i Catalogue of Life.